# Nicolò D'Amico
Nicolò D'Amico (Palermo, 28 giugno 1953 – Cagliari, 14 settembre 2020) è stato un astrofisico italiano.

## Biografia
Laureato in Fisica all'università di Palermo nel 1977, D'Amico ha insegnato Astrofisica presso il Dipartimento di Fisica dell'Università degli Studi di Cagliari. Nel 2015 è stato nominato presidente dell'Istituto Nazionale di Astrofisica, e confermato nella carica a dicembre 2019.
In tale veste si è impegnato a rafforzare le relazioni istituzionali sia in campo internazionale che nazionale, anche col mondo industriale.
La sua figura è stata una delle più importanti nella realizzazione del progetto del Sardinia Radio Telescope (SRT), il radiotelescopio situato nel territorio del comune di San Basilio, in provincia di Cagliari, il più grande e il più tecnologicamente avanzato in Italia.

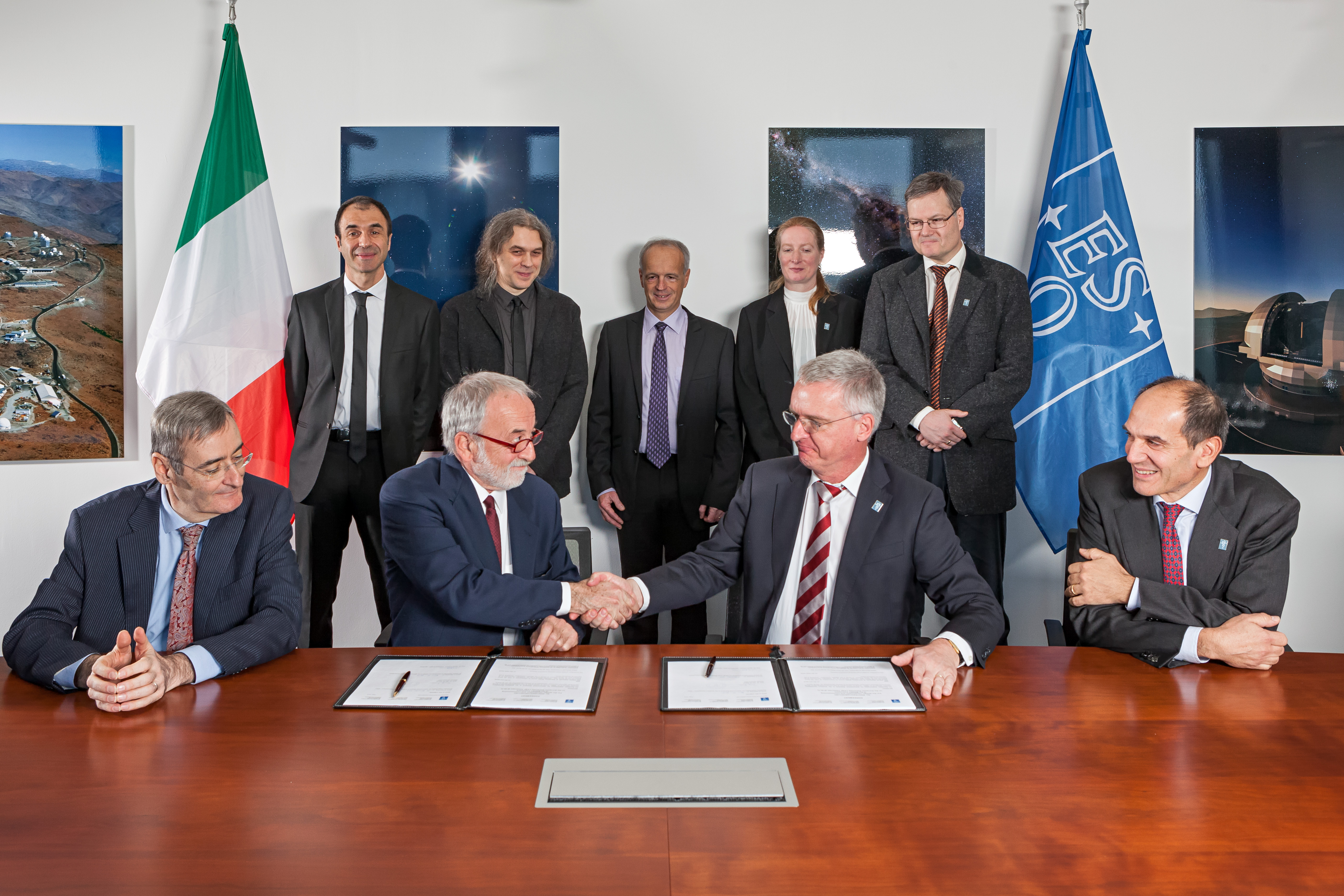
Nicolò D'Amico, a sinistra, con Tim de Zeeuw, direttore ESO